# Genealogisch-Heraldische Gesellschaft Zürich
Die Genealogisch-Heraldische Gesellschaft Zürich (GHGZ) wurde 1925 gegründet als Vereinigung zürcherischer Heraldiker und Genealogen.

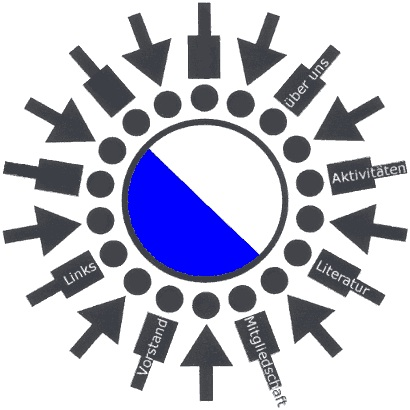
Signet der GHGZ

Der Verein wurde 1925 auf Initiative von Friedrich Hegi-Naef gegründet. Anfangs waren schweizerisch-heraldische Interessen stark vertreten, was im damaligen Namen «Vereinigung zürcherischer Heraldiker und Genealogen» Ausdruck fand. Heute steht die Disziplin der Familiengeschichtsforschung (Genealogie) stärker im Vordergrund.
Die GHGZ ist mit Schwergewicht im Kanton Zürich, aber auch in angrenzenden Regionen der Kantone Aargau, Schaffhausen und Thurgau tätig. Sie gibt eigene Publikationen heraus, führt genealogische Vorträge und Grundkurse sowie genealogische und kulturhistorische Auslandsreisen durch. Heute finden die Veranstaltungen im Staatsarchiv Zürich statt, die Vereinsbibliothek befindet sich in der Paul-Kläui-Bibliothek in Uster.
Der Verein ist seit 1941 Mitglied der Schweizerischen Gesellschaft für Familienforschung und seit 1946 eine Sektion der Schweizerischen Heraldischen Gesellschaft. Der Mitgliederbestand beträgt zurzeit (2017) 240 Personen.